# La-156 (航空機)
La-156
- 用途：戦闘機
- 設計者：セミョーン・ラボーチキン
- 製造者：ラボーチキン設計局
- 運用者： ソビエト連邦
- 初飛行：1947年3月1日
- 生産数：2機
- 運用状況：試作のみ

La-156（又はIzdeliye 156）（ロシア語:Ла-156）は、ソ連のラボーチキン設計局が開発したジェット戦闘機である。DoDが割り当てたコードネームはType 5。2機が試作されたのみで実用化はされなかった。

## 開発と設計
1946年、RD-10エンジンにアフターバーナー能力を付与したRD-10YuF（YuMO - forced）エンジンが開発されると、ラヴォーチキンはこれをLa-152に換装した機体の開発を行う事とした。RD-10YuFは従来のエンジンと比較して30%推力が増し、その推力はベンチテストで1,240 kgfに達した。1946年11月22日、La-152D（Izdeliye 152D）として設計を開始し、12月23日にはLa-156（Izdeliye 156）と改めた。La-156は新しいエンジンに加え、翼面積の増大と燃料タンク容積の増大、射出座席の装備とそれに合わせて改良されたキャノピー、追加の防弾装備等いくつかの改修もなされた。La-156は準備の整わないリューリカ TR-1エンジンを積むLa-154の代わりとして独自のイニシアティブを発揮した。

## 試験と評価
1947年2月からM・M・グロモフ記念航空研究所で試験が行われた。1947年3月1日に試作初号機がS.F.マシュコフスキーの操縦により初飛行した。続いて試作二号機「156-2」は3月28日にN.クリボシェインの操縦により初飛行した。最初の試験ではアフターバーナーは使用されず、4月10日に初めて空中で使用され、4月12日には離陸から使用された。8月20日に完了した設計局の試験では、高度に応じて最高速度が40 - 72 km/hの間で大幅に上昇する事が分かった。設計局の飛行試験は合計62回行われた。
1948年4月には採用試験が行われ、試験中降着装置の不具合により2度のハードランディングが発生した。アフターバーナーは試験の間に洗練され、信憑性が向上した。最高速度は高度2000 mで905 km/hに達した。また、MiG-9との模擬空戦が行われ、アフターバーナーを点火している状態では水平及び垂直方向の操縦性が増す事が分かった。しかし当時としては直線翼機は既に時代遅れと見なされており、生産は行われずにいくつかの実験でのみ開発が続けられた。

## 諸元
データソース：Gordon 2002
諸元
- 乗員：1名
- 全幅：8.52 m
- 全長：9.12 m
- 全高：
- 翼面積：13.24 m²
- 空虚重量：2,398 kg
- 全備重量：3,521 kg
- 発動機：RD-10YuF×1
- 推力：
  - 通常推力：8.8 kN（900 kgf）
  - アフターバーナー点火時：10.8 kN（1100 kgf）

性能
- 最高速度：
  - 海抜：845 km/h（アフターバーナーあり）
  - 高度2000 mの場合：905 km/h 680 km/h（アフターバーナーあり/なし）
  - 高度5000 mの場合：868 km/h 701 km/h（アフターバーナーあり/なし）
- 着陸速度：185 km/h
- 航続距離：
  - 海抜：340 km
  - 高度5000 mの場合：505 km
  - 高度8000 mの場合：540 km
- 航続時間
  - 海抜：23.6 分
  - 高度5000 mの場合：57 分
  - 高度8000 mの場合：1 時間 2 分
- 上昇率：
  - 海抜：23.6 m/s
  - 高度5000 mの場合：18.7 m/s
  - 高度8000 mの場合：15.0 m/s
- 上昇力：4.0 分/5000 m 7.6 分/5000 m（アフターバーナーあり/なし）
- 実用上昇限度：10,700 m
- 翼荷重：264.0 kg /m²
- 推力重量比：0.299
- 離陸滑走距離：1000 m
- 着陸滑走距離：950 m

武装
- NS-23 23mm機関砲×3(各190発)